# Liste der Monuments historiques in Mareil-en-France
Die Liste der Monuments historiques in Mareil-en-France führt die Monuments historiques in der französischen Gemeinde Mareil-en-France auf.

## Liste der Bauwerke
| Bezeichnung      | Beschreibung              | Standort | Kennzeichnung | Schutzstatus | Datum | Bild           |
| ---------------- | ------------------------- | -------- | ------------- | ------------ | ----- | -------------- |
| Kirche St-Martin | Erbaut im 16. Jahrhundert | (Lage)   | PA00080117    | Inscrit      | 1914  | weitere Bilder |

## Liste der Objekte

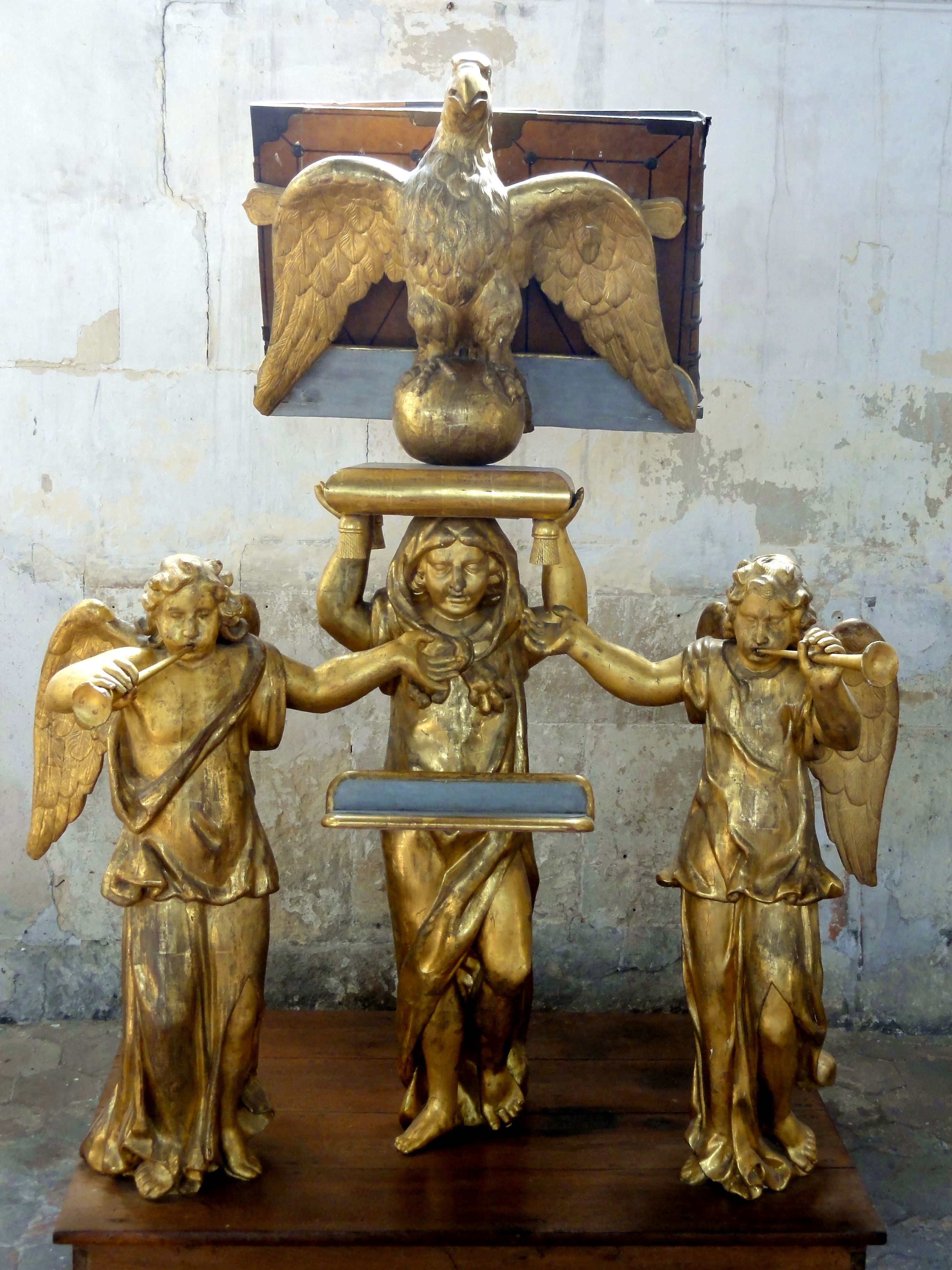
Adlerlesepult in der Kirche St-Martin

- Monuments historiques (Objekte) in Mareil-en-France in der Base Palissy des französischen Kultusministeriums